# 護持僧
護持僧（ごじそう）とは、天皇といった貴人の身体鎮護のために、祈祷を行った僧のことである。天皇の身体を護持することが目的であったため「御持僧」、また夜間に伺候していたため「夜居僧（よいのそう）」とも呼ばれた。天皇への祈祷は清涼殿の二間（天皇の寝間の東の間）で行い、主に天台・真言宗の高僧が務めた。時代が下ると、天皇以外にも上皇や中宮といった天皇家の構成者や摂関家などの公家、武家にも護持僧が置かれた。

## 特徴
天皇の身体は国家を体現するものと考えられたため、修法により天皇の安穏を祈祷することは、国家の安穏や繁栄を祈ることに繋がった。その根源は天皇の病癒や延命を祈った呪師とされ、奈良時代に活躍した看病禅師（内供奉十禅師）の玄昉や道鏡は、護持僧制度ができる以前の段階における、本質的に初期の護持僧に連なる存在だとされる。「聖躰（天皇の身体）の延命」を祈願する出家僧は看病禅師と呼ばれ、「病に患された聖躰の内部に呪の言葉（真言）を放ち、その身体の生命構造に起死回生の変化を与える」ことが期待され、天皇の「看病」のために活動した。玄昉は入唐僧であったが、聖武天皇の母藤原宮子が難病に罹った際に看病禅師として優れた呪験力を発揮し、政治にも存在感を示した。また道鏡はサンスクリット語に通じていたと言われ、孝謙天皇（女帝）の看病禅師として宿曜秘法という占星術に基づいた陀羅尼（呪）を唱えて病を癒し、政治に影響を及ぼし、重詐した称徳天皇に法王の位を授けられた。彼らは、天皇や皇族の生命の危機に関与するカリスマ的呪師として宮中に自由に出入し地位を固めていったが、「国王の護持」には、天皇という個人にとっての最も個人的な行為という性格があり、自然な成り行きとして、看病禅師は聖躰の呪的な護持という範囲を大きく逸脱し政権の中枢にまで食い込んでいった。天皇の肉体に関与する呪的な影響力は、国家権力の中心に危険な楔を打ちこむ種子となり得るため、藤原氏をはじめとする政治勢力からは、当然ながら厳しく警戒されることになった（そのため、玄昉も道鏡も最終的には失脚している）。山折哲雄によれば、奈良時代の呪的な力を持つ政僧の出現は周囲の俗権力にとっては危険な存在として映っており、道鏡以降、彼らの活動を国家レベルで制御することが重要な政治課題となり、政僧の出現を防ぐために、看病僧たちの呪験力を非政治化し、制度化、形骸化することが目指された。これを山折は、「官僧的呪師の野心を僧綱的秩序のうちに再組織するとともに、験者的呪師の覇気を宮廷生活の洗練された儀礼様式に合致させることであったといっていい」と説明している。。
護持僧の直接的な起源は平安時代に入ってからである。『護持僧記』といった後世の編纂史料によると、延暦16年（797年）に任じられた最澄が護持僧の初例だとされる。しかし、より信頼できる史料に依拠した場合、清和天皇期 (在位期間:858年 - 876年) が護持僧の最初期とされる。この時期には、真雅・宗叡といった僧らがその後の護持僧のように天皇へ近侍していた。9世紀中頃までに、護持僧にあたる僧が登場したことで、天皇の身体は仏教によって常に守られるようになった。
徳永誓子によると、9世紀（平安時代）以降の加持治療者はほとんど天台宗である（完全な天台宗の独占ではない）。天皇および上皇の妃の出産時の験者を確認できる事例を見ると、この傾向は鎌倉時代まで続いており、徳永は加持治療は天台宗が推進したとしている。
11世紀前半に入ると、護持僧の数が増加し護持僧制度が整備されるとともに、寺院社会側にとってもその役職が望まれるようになった。後三条天皇期 (在位期間:1068年 - 1073年) には、如意輪法・普賢延命法・不動法から構成される三壇御修法が行われるようになり、その後も慣例とされた。

### 任命

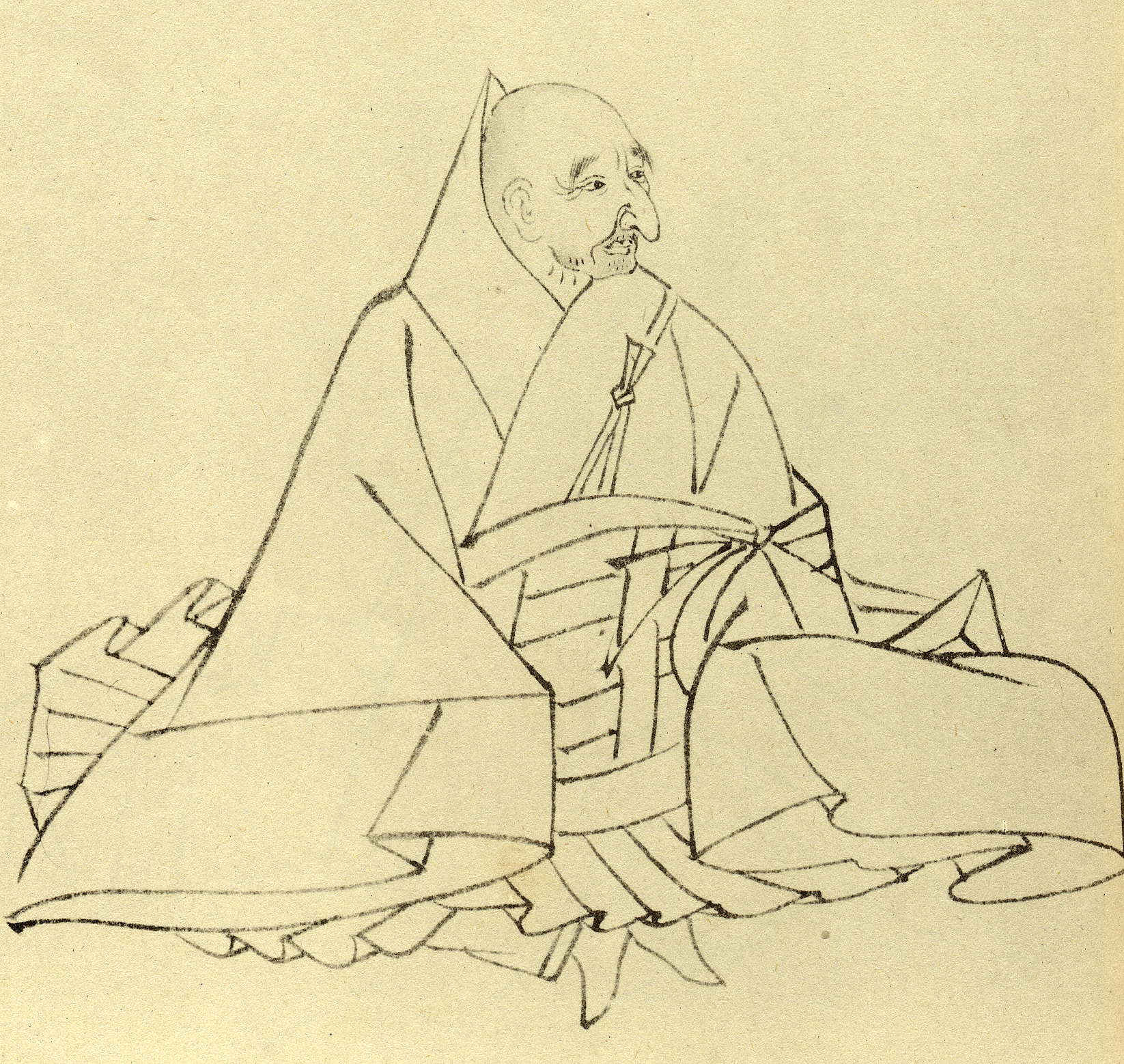
慈円（『国文学名家肖像集』より）。関白藤原忠通息、『愚管抄』を著したことでも知られる。天台座主のほか後鳥羽天皇の護持僧にも任ぜられた。

護持僧は僧官であり、護持僧への補任は綸旨によって命じられた。また皇太子の護持僧（春宮護持僧）は令旨によって命じられた。護持僧に任命される僧には、高徳の僧が選ばれ、その法験が期待された。任命された僧は請文を提出した。天皇の護持僧の場合、天皇の即位前後に補任される場合と、その後に適宜補任される場合とに分けられた。それらが慣習として明確化したのは後三条天皇期からである。
平安時代では、護持僧を輩出した寺院は、若干の例外を除き延暦寺・東寺・園城寺に占められた。さらに平安時代後期以降になると、その中でも高貴な身分とされる家柄出身の僧が補任されるようになった。これは院政期に入り有力寺院が権門化する中で、天台・真言宗が宗教的に正統であることを示した。またその任命は僧の昇進にも影響した。
寺院の内訳は平安時代には延暦寺の勢力が最も大きかったが、鎌倉時代以降、東寺の進出が顕著となった。室町時代には、天皇の護持僧は東寺・山門（延暦寺）・寺門（園城寺）派の各長官が務めるものであると認識されていた。人数は一条天皇以降、各天皇で7，8人になったという。その後も増加し、鎌倉時代の伏見天皇の時期には15名もの僧が補任された。
平安時代末には、武家や国司も護持僧を置くなど、護持僧は貴族社会で多く見られるようになった。さらに鎌倉時代に入ると、幕府の将軍個人を護持する将軍護持僧（武家護持僧）が組織されるようになった（→#武家護持僧）。

### 職務
後三条天皇期以降、護持僧となった僧侶は、天皇の寝所である清涼殿の夜御殿の東風妻戸一枚を隔てた庇の間の｢二間｣と呼ばれる空間に伺候し、ここで修法を行うことで、仏による加護を祈った。護持僧は、天皇の身心に重大な異変が生じた際に、夜を徹して加持・祈祷を行い、聖躰（天皇の身体）を悩ます邪気や怨霊を除去し、聖躰を護持することが本来の職責であった。天皇が病気や怪我といった事態に陥らないように、護持僧は毎日儀礼を行っていたようである。彼らの祈祷は日常的なものであるが、宮中の年中行事を前提にする儀礼僧という側面もあり、公務や年中行事にも参与し、自然変異や中宮の出産があった時などには臨時の祈祷を行った。宮中の内道場に出仕することから内供奉の称を冠せられた。
護持僧の成立により、天皇の身体は神仏の力で常に守られるようになり、その祈祷は鎮護国家の役割も担った。天皇が護持僧によって仏教の力で常に護持されることは、「儀礼と秩序の頂点に立つ抽象的な天皇権威」の成立につながった。
護持僧による修法の特徴としては、三壇御修法（如意輪法・普賢延命法・不動法）の実施がある。護持僧が修する三壇御修法には、平安時代後期に、不動法・普貿延命法とともに、如意輪観音法が組み込まれた。
三壇御修法の始期は後三条天皇の時期とされるが、堀河天皇期 (在位期間:1086年 - 1107年) とする説もある。その後、三種の修法は寺院により分担され、延暦寺が如意輪法、東寺が延命法、園城寺が不動法を修するようになった。如意輪法では如意輪観音を本尊とし息災、普賢延命法では普賢延命菩薩を本尊として増益を祈り、不動法（本尊不動明王）は息災や王敵降伏のために修された。また神仏習合が進んだことで、護持僧となった真言僧は、神祇の勧請も行ったとされる。
修法以外にも、天皇への経典の誦習も行ったとされる。

### 本地垂迹説の創始
吉田一彦によると、真言宗の東密小野流の僧勝覚が、師から伝えられた宮中における夜居の作法について記した『護持僧作法』には、他に先駆けて「本地」（神としてあらわれた仏・菩薩の本来の姿）という言葉が見られる。吉田一彦は、日本の本地垂迹説は同派の護持僧によって説かれたもので、11世紀前半に成立したと述べている。
護持僧が伺候した二間では、観音が本尊として祀られたが、この観音は、三種の神器の剣と璽とともに、三種の神器の中心的存在である神鏡を象徴とする天照太神の本地であると考えられた。

### 成立期に関する学説
護持僧が制度として展開していく過程については諸説ある。湯之上隆によると、護持僧の歴史的な展開は三段階あり、法力の優れた僧が天皇との個人的な信任によって護持僧に任じられた第一期、延暦寺・東寺・園城寺といった有力寺院が護持僧を輩出した第二期、そして護持僧の補任形態や修法が固定化した第三期に分けられるという。これらの時期はそれぞれ、桓武～宇多天皇、醍醐天皇期から院政期以前、後三条天皇期（院政期）以降に当たるとする。
一方で、湯之上の時期区分については批判もある。堀裕は護持僧概念が成立する以前の段階で、護持僧と同種の性格を持った僧が活動する確実な時期として、清和天皇が誕生した時期あたりを指摘した。そして護持僧制度が整い人数が増加、同時にその職務が重視されるようになった11世紀前半に護持僧の第二の画期があり、第三期の画期として一次史料から長日三壇御修法の実施が確実視される堀河天皇期を推定している。
また、湯之上は、「護持僧」という言葉の初見が平安末期に編まれた『北院御室拾要集』に引用された嵯峨天皇の日記で確認されるため、「護持僧」という語は嵯峨天皇の時期から使われていたとする。しかし堀は、嵯峨天皇の日記は逸文であり真偽の判定が難しく、確実に「護持僧」呼称が使われたとわかる史料は源経頼の日記『左経記』であるため、「護持僧」という言葉の始まりは11世紀前半からであるとする。

## 武家護持僧
鎌倉時代以降は、武家である将軍家にも護持僧が任じられた。研究上、将軍の護持僧は主に武家護持僧や将軍護持僧、あるいは幕府護持僧などと呼ばれている。江戸時代には将軍護持僧はいなかったとされるが、徳川綱吉に仕えた隆光など、将軍から信任を得た僧が護持僧と呼ばれる事例はある。

### 鎌倉時代
鎌倉幕府は、鎌倉に幕府や将軍家を護持する寺社を建てたが、実際に祈祷などを行う僧は京都の大寺院から選んだ。特に摂家将軍時代になると、京都から顕密僧が将軍と共に鎌倉に入るようになった。その後も幕府政治の状況により、京都―鎌倉間の宗教勢力図は多々変動したが、モンゴル襲来後は北条氏や将軍子弟が鎌倉宗教界の中心となり、京都の権門寺院へも進出するなど、鎌倉幕府に仕えた僧は存在感を増していった。
護持僧の場合、鎌倉幕府における内訳は、東密（東寺）・台密（山門・寺門）で構成され、有事の際には陰陽師（主に安倍氏）と共に祈祷を行った。護持僧を務める顕密の高僧も、鎌倉では輩出できず、基本的に京の顕密仏教界から輩出された（または京で教育を受けた者が任じられた）。宗尊親王将軍期には、後嵯峨上皇によって僧の将軍御所出仕が朝廷への出仕と同列に扱われるようになった。そのため、護持僧として鎌倉へ出仕することが、僧のキャリア形成上不利ではなくなった。また、北条得宗家にも護持僧が置かれた。
鎌倉の宗教界は、各時期の政治状況の影響を受けたが、それは護持僧も例外ではなかった。九条頼経が四代将軍になった際には、京から観基が護持僧として鎌倉に入った。観基は九条家が院主となった青蓮院門跡に出仕していた僧であった。その他にも多数の高僧が鎌倉へ送られており、鎌倉宗教界は前代から幕府に仕えていた官僧と、九条家から派遣された僧によって構成された。ただし宮騒動により、将軍周辺にいた高僧は将軍と共に鎌倉を追放された。例えば、寺門派僧侶で九条良経の子であった道慶などは、京で活動した後、鎌倉に下向、頼経の護持僧となった。しかし頼経が京に追放された際には、頼経と一緒に鎌倉を去った。

### 室町時代

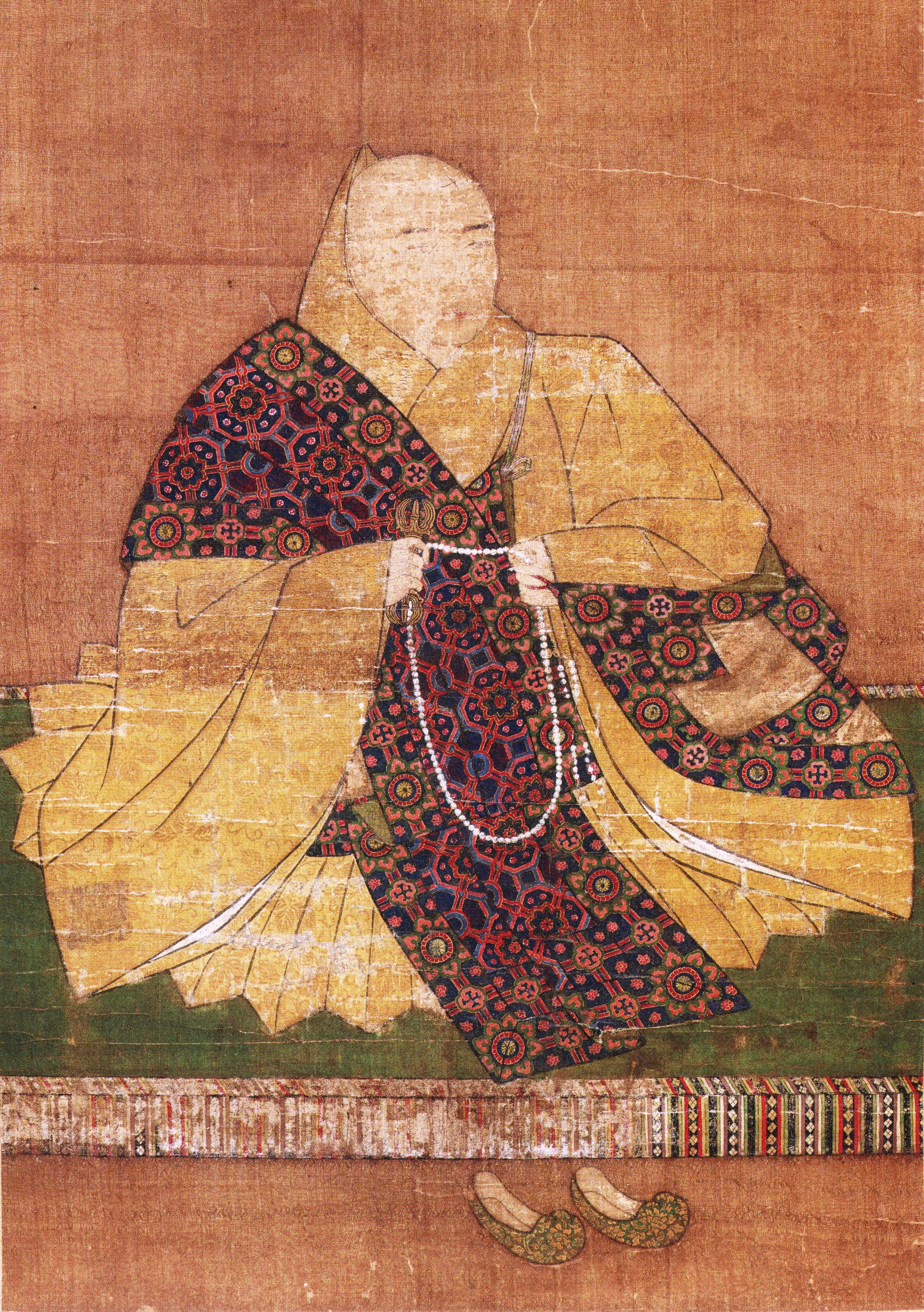
満済像（醍醐寺三宝院所蔵）。満済は醍醐寺三宝院の門跡であり、足利義持・義教両将軍の許で護持僧の中心として動いた。

初期室町幕府の武家祈祷は鎌倉幕府の政策や方針を引き継いでおり、武家護持僧も鎌倉幕府の許で活動していた門跡から選ばれた。護持僧らは、初期は月ごとの交代制で足利尊氏や直義の祈祷を行っており、尊氏の死後は二代将軍の義詮に引き継がれた。南北朝時代初期には、尊氏の護持僧は五人いたという。また、護持僧に補任される人物は必ずしも天皇護持僧を兼任したわけではなかった。任命は将軍家の家長であった室町殿の御判御教書で行われ、寺家側にとっても名誉なこととして捉えられた。その一方で、経済的負担も大きく、幕府から経済支援を受けることもあった。足利義詮期、特に観応3年 (1361年) 以降は、京をめぐる南朝勢力との争いから、それまで幕府祈祷に参加していなかった門跡も新たに幕府に組み込まれ、武家護持僧に任じられた。この時期に護持僧となった門跡は、その後も室町幕府の武家護持僧を輩出した。
足利将軍の護持僧も基本的な役割は将軍の息災を祈祷することであった。足利義満は諸門跡による祈祷を重視していたが、義持と義教は護持僧による祈祷を室町幕府における祈祷体制の中核に位置付けた。祈禱の内容は、6代将軍義教の時代では将軍家族の息災や兵乱に関するものがみられる。
護持僧就任者の宗派は天台宗寺門派が最も重要視されており、真言宗醍醐・小野派、天台宗山門派と続いた。足利義満の時代には、醍醐寺の三宝院が護持僧の統括を行うようになった。その後も三宝院は勢力を増し、明徳年間には、武家護持僧が一時的に醍醐寺院家に占められるようになる。これは室町殿義満の関与によるもので、従来までの山門・寺門・東密の三門で編成された護持僧人事からすれば異例であり、義満による護持僧制度への積極性を示すものであった。
義持時代になると、将軍護持僧の活動も広がりを見せる。義持期の護持僧は二か月ごと交代で長日祈祷を行った。義教時代になると、その数も六人から最大十二人にまで増員され、足利義満の弟満詮の子息や南朝皇胤も護持僧に任じられた。一方で、山門派の有力門跡であった青蓮院・妙法院・梶井の三門跡は護持僧には補任されず、幕府の護持僧制度からは外されていたとされる。また、この時期に武家護持僧であった三宝院満済は、幕府の宗教政策や幕政にも深く関わったことで知られている。
義持、義教将軍の時期には、将軍護持僧の地位も上昇し、僧侶側から補任を望む事例が見られるようになる一方で、未灌頂のまま護持僧に補任されたため、月ごとの祈祷に参加ができず代僧が立てられるなど形式化も進んだ。義政期以降は人数が減少し衰退していったが、戦国時代まで護持僧制度は維持された。なお応仁の乱以後は、護持僧の補任は御判御教書ではなく、室町幕府奉行人奉書で行われるようになった。